# SumOfUs
A SumOfUs é uma organização global sem fins lucrativos, vinculada a uma comunidade online, que faz campanhas para cobrar ações de empresas em temas como mudança climática, direitos dos trabalhadores, discriminação, direitos humanos, direitos dos animais, corrupção e tomada de poder corporativo.

## Fundação
A ativista australo-americana Taren Stinebrickner-Kauffman fundou a SumOfUs e foi sua diretora executiva de 2011 a 2016. Em novembro de 2016, Hannah Lownsbrough tornou-se a nova diretora executiva da SumOfUs.

## História
A SumOfUs foi lançada em 2011 com campanhas direcionadas aos links do Google para a Câmara de Comércio dos Estados Unidos, uma campanha para agradecer à Starbucks por apoiar o casamento entre pessoas do mesmo sexo nos Estados Unidos, e um campanha para que a que a Apple exigisse de seus fornecedores, como a Foxconn, que tratassem seus funcionários de forma mais ética.
Segundo a organização, ela conta hoje com mais de cinco milhões de membros.
A SumOfUs tem escritórios no Reino Unido, nos Estados Unidos e na Irlanda.

## Principais campanhas
Em dezembro de 2013, após uma campanha de semana da SumOfUs, a Zara e outros dois grandes varejistas do Reino Unido, Topshop e Asos, se comprometeram a parar de vender angorá de coelhos escalpelados vivos.
Em fevereiro de 2014, a SumOfUs lançou uma petição para que "a fabricante de cereais (Kellogg's) endurecesse com a Wilmar ou encerrasse sua joint venture de fornecimento e distribuição com a empresa". Posteriormente, a Kellogg's se comprometeu a comprar apenas óleo de palma de origem sustentável.
Em 2015, a SumOfUs ajudou a exercer pressão sobre companhias aéreas como a Delta para que se recusassem a transportar troféus de caça, pressionou autoridades canadenses a cobrar impostos razoáveis da Nestlé por extrair água de terras públicas, e ajudou o Standard Chartered Bank a cancelar seu financiamento à companhia Adani para abertura de uma imensa mina de carvão na Austrália.

## Métodos
A SumOfUs usa tecnologia digital para se organizar, estabelecendo o contato entre consumidores, trabalhadores e investidores de todo o mundo.
A ONG de opera com base na metodologia lean start-up, adaptando o modelo do "produto viável mínimo" às campanhas online. A SumOfUs replica os modelos de operação global das corporações contra as quais atua – utilizando esta estrutura para identificar as vulnerabilidades das empresas transnacionais.

## Contribuintes financeiros
A SumOfUs é uma organização sem fins lucrativos de bem-estar social registrada nos Estados Unidos. Cerca de 85% do financiamento da SumOfUs vem de doações individuais. A organização publica suas fontes de receitas todos os anos em seu site. De acordo com os registros publicados, a organização recebeu, de um único doador anônimo, C$ 631.515 em 2016, e, em 2015, US$ 595.000 provenientes de dois doadores anônimos.